# Salt Plains 195
Salt Plains 195 är ett reservat i Kanada.   Det ligger i territoriet Northwest Territories, i den centrala delen av landet, 2 900 km nordväst om huvudstaden Ottawa.
I omgivningarna runt Salt Plains 195 växer i huvudsak blandskog. Trakten runt Salt Plains 195 är nära nog obefolkad, med mindre än två invånare per kvadratkilometer.